# 高橋愛莉
高橋 愛莉（たかはし あいり、1994年8月26日 - ）は、日本の女優、モデルである。
愛知県出身。かつては所属事務所はムーン・ザ・チャイルドに所属していた。身長は159cm。

## 出演

### テレビドラマ
- 魔弾戦記リュウケンドー 第33話（2006年8月、テレビ東京）小学生 役

### CM
- イオン 募金編（2005年8月）
- イオン リサイクル編（2005年8月 - 2006年）
- セガトイズ お茶犬・だっこして『ほっ』としよ（2006年）